# Lilian Bond
Lilian Bond (Londen, 18 januari 1908 - Reseda, 25 januari 1991) was een Britse actrice.

## Levensloop en carrière
Lilian Bond werd geboren in 1908 in Londen. Eind jaren '20 verhuisde ze naar de Verenigde Staten. In 1929 begon ze haar filmcarrière in de film No More Children. In 1932 werd ze verkozen tot een van de WAMPAS Baby Stars, aan de zijde van onder meer Ginger Rogers, Gloria Stuart en Mary Carlisle. Tussen 1932 en 1953 speelde ze 39 filmrollen. In 1958 stopte ze met acteren.
Bond overleed in 1991 op 83-jarige leeftijd. Ze was driemaal gehuwd.
- Biblioteca Nacional de España: XX5422290
- Gemeinsame Normdatei: 1273390105
- International Standard Name Identifier: 0000 0000 4326 1834
- Library of Congress Control Number: no89003673
- SNAC: w6gw030c
- Virtual International Authority File: 26619645
- WorldCat: E39PBJvRYpwygKwbwJYp3bWdQq